# Lamothe-Landerron
Lamothe-Landerron – miejscowość i gmina we Francji, w regionie Nowa Akwitania, w departamencie Żyronda.
Według danych na rok 1990 gminę zamieszkiwały 1003 osoby, a gęstość zaludnienia wynosiła 109 osób/km². Wśród 2290 gmin Akwitanii Lamothe-Landerron zajmuje 428. miejsce pod względem liczby ludności, natomiast pod względem powierzchni miejsce 1122.